# Врублёвский
Врублёвский — посёлок в Кытмановском районе Алтайского края. Входит в состав Сунгайского сельсовета.

## История
Основан в 1910 году. В 1926 году состоял из 40 хозяйств. В национальном составе населения того периода преобладали русские. В административном отношении входил в состав Александровского сельсовета Верх-Чумышского района Барнаульского округа Сибирского края.

## Население
| 1926 | 1997 | 1998 | 1999 | 2000 | 2001 | 2002 | 2003 | 2004 | 2005 |
| ---- | ---- | ---- | ---- | ---- | ---- | ---- | ---- | ---- | ---- |
| 206  | ↘36  | →36  | ↘34  | ↘25  | ↗27  | ↗28  | →28  | ↘25  | ↘23  |
| 2006 | 2007 | 2008 | 2009 | 2010 | 2011 | 2012 | 2013 |      |      |
| ↘18  | ↘14  | ↘11  | ↘6   | ↘0   | ↗3   | →3   | →3   |      |      |

Национальный состав
Согласно результатам переписи 2002 года, в национальной структуре населения русские составляли 100 %.